# بوفالو، شهرستان اندرسن، تنسی
بوفالو (به انگلیسی: Buffalo) یک منطقهٔ مسکونی در ایالات متحده آمریکا است که در تنسی واقع شده‌است. بوفالو ۴۳۷٫۰۹ متر بالاتر از سطح دریا واقع شده‌است.